# Молохів
Мо́лохів —  село в Україні, у Саранчуківській сільській громаді Тернопільського району Тернопільської області. Колишній хутір
Від 2017 року ввійшло у склад Саранчуківської сільської громади.

## Назва
Назва походить, на думку М. Крищука, від язичницького божества Молох, який уособлював пітьму, морок. Очевидно, в давні часи тут була його божниця.

## Географія
Молохів розташований за 12 км на південь від  залізничної станції Бережани.
Населення — 32 особи (2001). Дворів — 16.
Раніше — присілок с. Котів. У селі є 1 вулиця Центральна.
Для села характерний помірно континентальний клімат. Молохів розташований у «холодному Поділлі» — найхолоднішому регіоні Тернопільської області.

## Історія
Давнє українське поселення. Відомо, що в 1880-х роках у селі діяла винокурня.
Під час Першої світової війни Молохів знищений, згодом – відновлений.
Під час німецько-радянської війни у Червоній армії загинув житель села Микола Кубишко (1908–1945). Радянська влада репресувала, відтак реабілітувала Петра Савчука (1927 р. н.).
У 1950-их роках частину жителів села переселено в південні області України.
Восени 1963 року із Закарпаття повернувся у Бережанський район підпільник Поголод Микола  Він разом із своїм побратимом разом переховувались в селі. 5 листопада 1963 року були виявлені відділом КГБ та прийняли бій, в якому загинули.
До 2017 року село належало до Котівської сільської ради.
12 червня 2020 року, відповідно до Розпорядження Кабінету Міністрів України від  № 724-р «Про визначення адміністративних центрів та затвердження територій територіальних громад Тернопільської області», село увійшло до складу Саранчуківської сільської громади.
19 липня 2020 року, в результаті адміністративно-територіальної реформи та ліквідації Бережанського району, село увійшло до складу новоутвореного Тернопільського району.

## Населення
За даними перепису населення 2001 року в селі мешкало 32 особи, у 2014 році - 31 особа.
У 1952 році в Молохові було 30 дворів та проживало 150 осіб.

## Пам'ятки
У селі є:
- церква Успіння Пресвятої Богородиці (1992, мурована),
- капличка на місці загибелі вояків УПА.

## Галерея

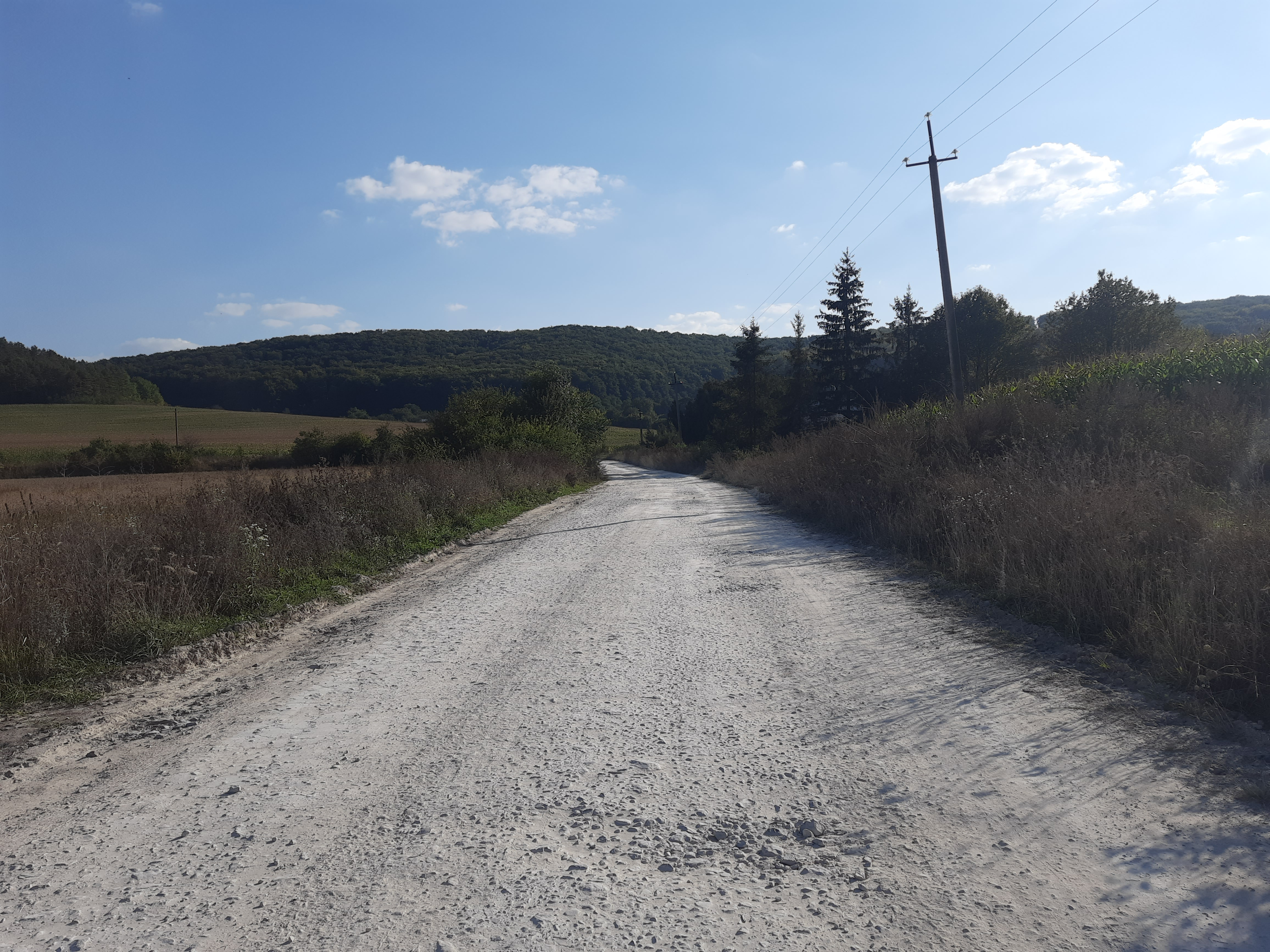
Дорога в село
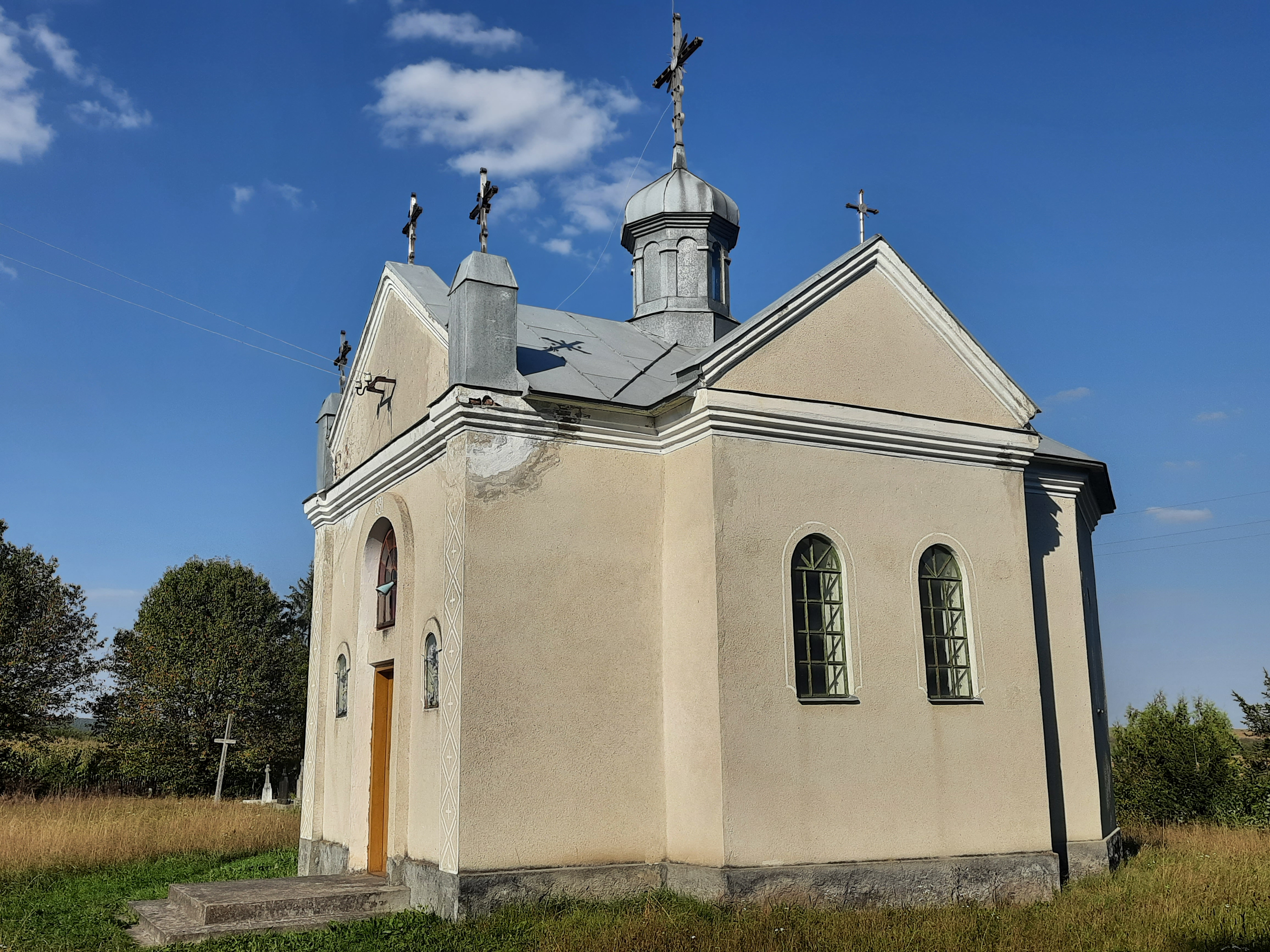
Церква Успіння Пресвятої Богородиці
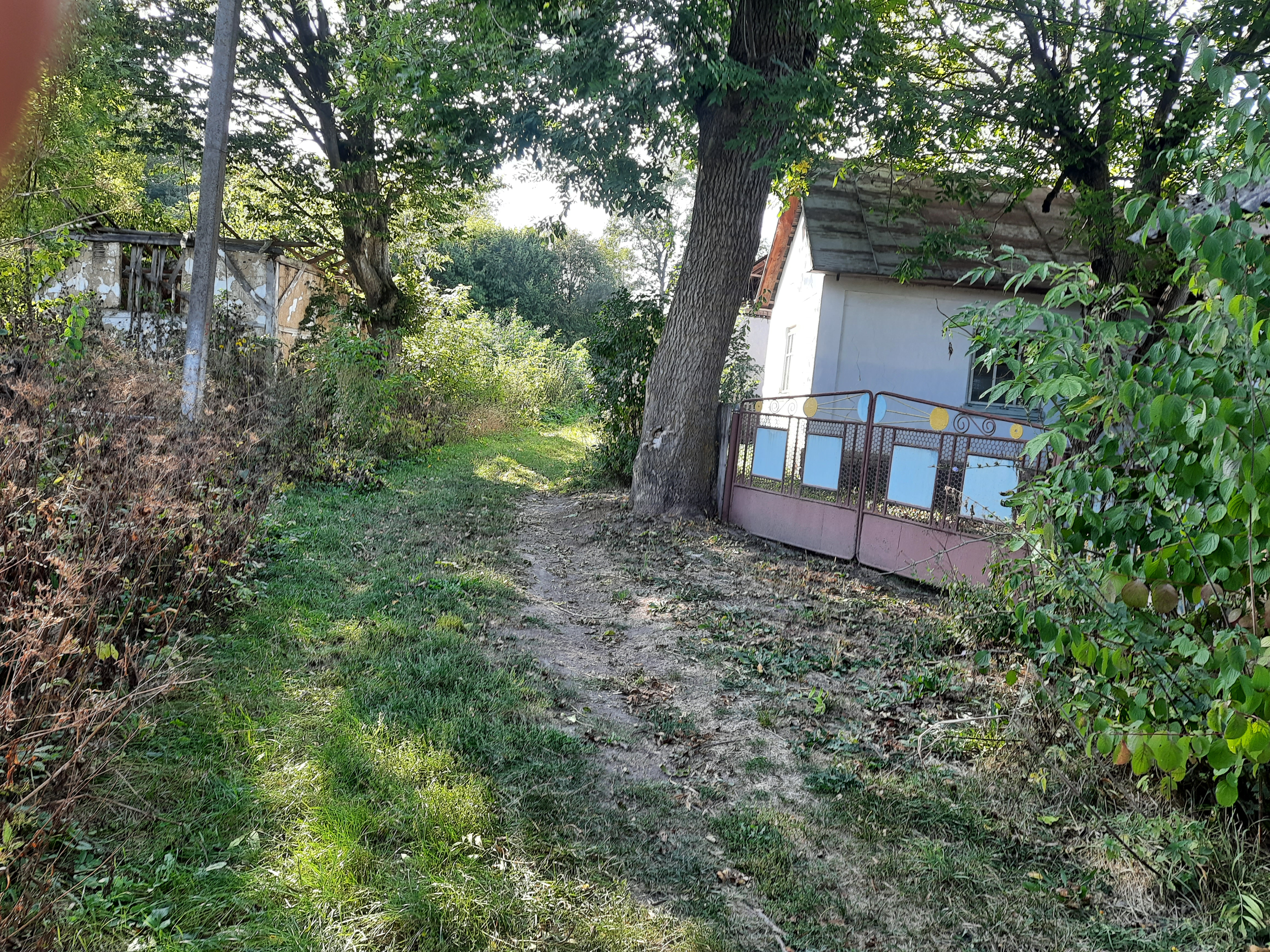
Сільський пейзаж
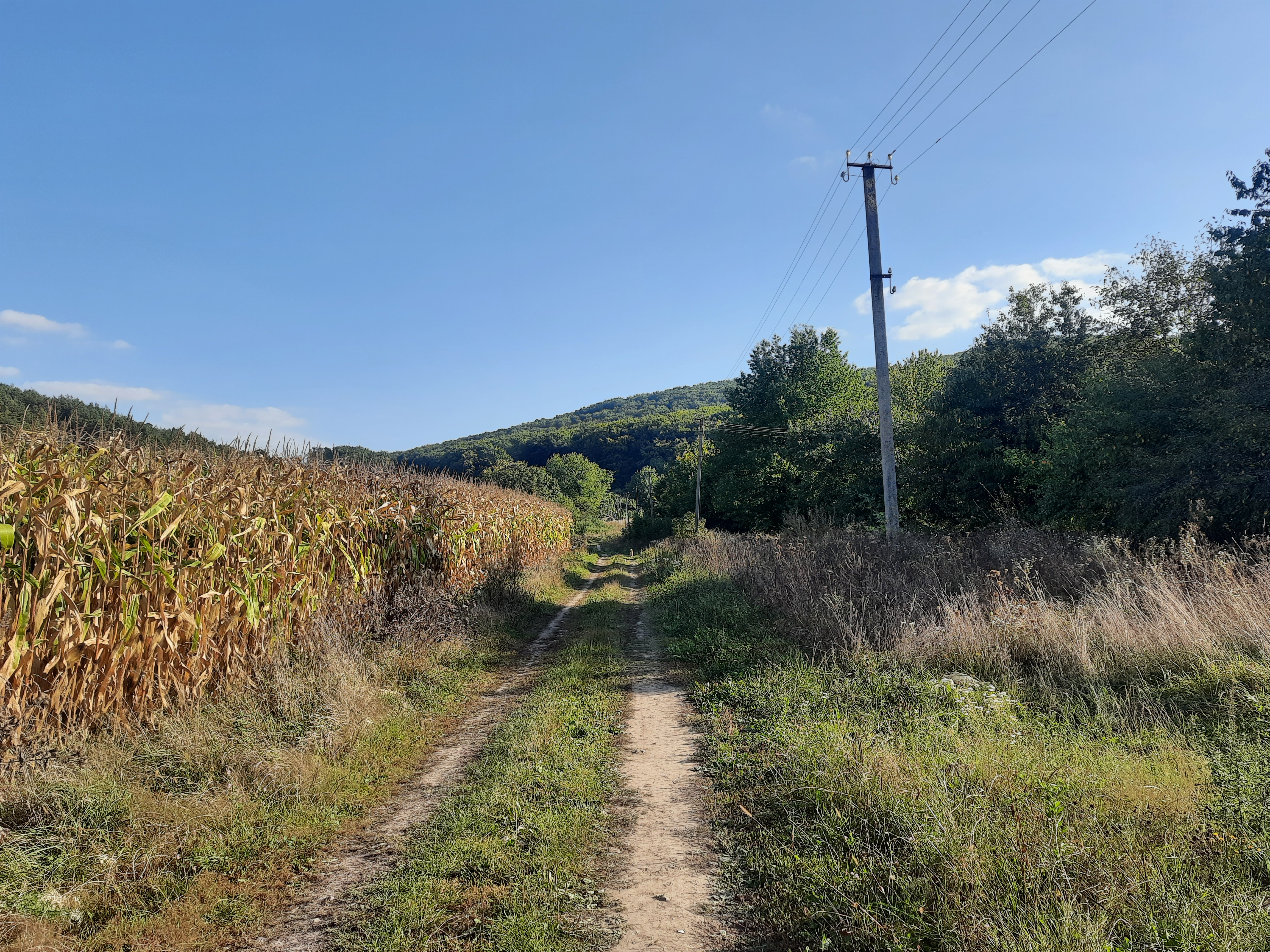
Околиця села
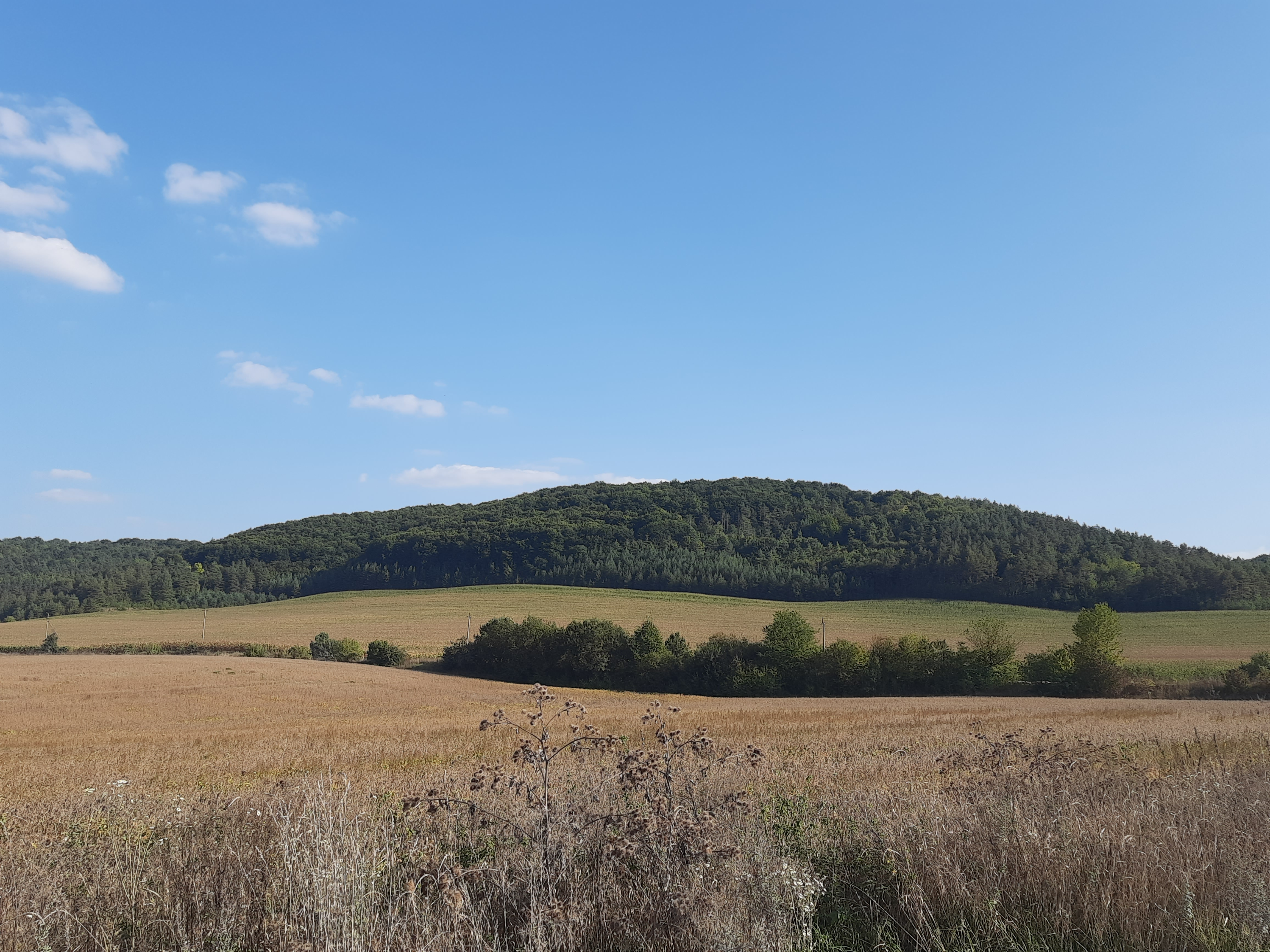
Краєвид біля села